# Adagio for Strings
Adagio for Strings (em português, Adágio para Cordas) é uma obra de Samuel Barber. É provavelmente a sua obra mais conhecida, e começou por ser o segundo movimento do seu String Quartet, Op. 11.,de que ele fez arranjos para orquestra de cordas em 1936.
Foi executada pela primeira vez em 1938, difundida por rádio num estúdio de Nova York, com regência de Arturo Toscanini, que exibiu a peça em "tournée" pela Europa e América do sul. 
Um fato curioso sobre esta composição refere ao LP demo que, originalmente, fora gravado em 45 rpm e cedida à  gravadora para análise e, se aprovada, seria executada publicamente e comercialmente distribuída... O diretor a ouviu, equivocadamente, em 33 rpm (rotação recém padronizada à época (432Hz)). Maravilhado, pediu à orquestra que dirigisse à sala de concertos iniciar a gravação máster e foi, neste momento, descoberto o erro! Tanto o maestro quanto os músicos tiveram de refazer toda a afinação instrumental, cadência e entonação para o novo formato, que prevalece até hoje, o que gerou dias exaustivos de ensaios, atrasando sua divulgação. O tempo de duração desta música, originalmente criada, era de 6min. e 42 seg.

## História
Adágio for strings foi concebida como segundo movimento do quarteto de cordas, Op. 11, composto em 1936 quando Barber passava o verão na Europa com seu parceiro Gian Carlo Menotti, um compositor italiano que era seu colega, aluno do Curtis Institute of Music.
A inspiração veio das Geórgicas.

## Composição
Adagio for Strings inicia com um si bemol executado pelos primeiros violinos.

## Arranjos
A editora G. Schirmer publicou vários arranjos, entre eles:
- órgão solo (1949), William Strickland
- coro de clarinetas (1964), Lucien Cailliet
- orquestra de sopros (1967), John O'Reilly
- Agnus Dei (1967), Samuel Barber, montagem latina de "Agnus Dei" (Cordeiro de Deus) para coro com acompanhamento opcional de piano ou órgão

## Trilhas Sonoras
- Platoon[4]
- O Homem Elefante[5]

A canção foi usada durante as cenas de suicídios de grandes vilãs da teledramaturgia brasileira, como Laurinha Figueroa em Rainha da Sucata (1990) e Nazaré Tedesco em Senhora do Destino (2004).[carece de fontes?]